# Оно-и-Лау
Оно-и-Лау — небольшое скопление островов, расположенное в пределах Островов Лау.

## География
Три основных острова вулканического происхождения, Онолеву, Дой (другое название — Ндои) и Ндавура, расположены в центре лагуны в пределах одного рифа и являются надводными частями возвышения, образовавшегося в результате действия вулканов. Вместе острова образуют атолл размерами 13 × 9 километров и площадью около 8 квадратных километров. Атолл является самым южным из Островов Лау, южнее располагаются только два небольших острова из кораллового известняка и песка. Ближайший остров, Ватоа, расположен в 90-х километрах юго-западнее от Оно-и-Лау. Максимальная высота над уровнем моря — 113 метров. Так же на атолле располагаются три скопления коралловых известняковых островков: Януя (включает 50 островков), Мана (46 островков) и Ниута (7).
На островах расположены четыре деревни: Нукуни, Ловони, Мотокана и Дой. На острове Онолеву расположен отель и аэропорт. По данным переписи населения 2002 года, население атолла острова составляет 583 человека.

## История
Остров Оно-и-Лау является местом первого контакта между фиджийцами и европейцами: сообщение между капитаном Уильямом Оливером людям из Матавы. Событие произошло в июне 1791 года.